# VENESAT 1
VENESAT 1 – pierwszy wenezuelski satelita i pierwszy geostacjonarny satelita telekomunikacyjny tego kraju. Uniwersalny satelita do przekazu sygnałów telewizyjnych, radiowych, przekazu danych i połączeń telefonicznych. Planowany czas działania wynosi 15 lat.
Satelita został zamówiony w ramach umowy podpisanej w 1 listopada 2005 roku z chińską firmą China Great Wall Industry Corporation, jednym z eksporterów chińskich technologii kosmicznych. Skonstruowany przez Chińską Akademię Technologii Kosmicznych (CAST) na bazie platformy Dong DFH-4. Prócz budowy satelity i jego wyniesienia, strona chińska odpowiadała też za budowę ośrodka kontroli (Estación Terrena de Control, na terenie Basé Aérea Capitán Manuel Ríos, koło Sombrero), gdzie znajduje się również główny teleport (węzeł łączności Ziemia-satelita). Teleport zapasowy (Estación Terrena de Control de Respaldo, ETCR) położony jest koło miejscowości Luepa.
Całkowity koszt satelity i rakiety nośnej wyniósł 241 milionów USD. Dodatkowe 165 mln USD kosztowały wspomniane ośrodki naziemne. Na podstawie umowy w pracach nad satelitą brało udział 90 specjalistów z Wenezueli. Finansowanie (długoterminowy kredyt) zapewniła strona chińska.
Satelita posiada 14 transponderów pasma C, 12 pasma Ku i 2 pasma Ka. Zajmuje pozycję nad południkiem 78°WM.
W drugim roku działania satelity minister nauki Wenezueli Ricardo powiedział, że w ciągu tych dwóch lat na terenie kraju przybyło ponad 2500 anten satelitarnych, głównie w obszarach niezurbanizowanych. Z łączności zapewnianej przez satelitę korzysta ponad 1700 ośrodków edukacyjnych, 89 zakładów związanych z energetyką i 214 podmiotów rolniczych. Satelita używany jest też w telemedycynie. W maju 2011 Manuel Fernandez, z państwowej telewizji CANTV, powiedział, że satelita Simon Bolivar umożliwił dostęp do Internetu i telefonu prawie 2 milionom mieszkańców kraju. Z planowanych przez państwo 16 000 anten zamontowano już 2900. Z satelity korzysta również 150 posterunków granicznych.

## Przebieg misji
- 29 października 2008, godz. 16:53 – wystrzelenie rakietą nośną Chang Zheng 3B/E
- 29 października 2008, godz. 17:19:28,8 – satelizacja
- listopad 2008 – wykryte usterki uniemożliwiły podjęcie normalnej pracy z satelitą
- 12 listopada 2008 – satelita dotarł na pozycję docelową, położoną na przecięciu równika z południkiem geograficznym 78°W
- 10 grudnia 2008 – zakończenie testów postartowych
- 1 października 2009 – oficjalne przekazanie satelity wenezuelskiemu ministerstwu nauki i technologii